# 沃夫岡 (不倫瑞克-格魯本哈根)
沃夫岡（德語：Wolfgang von Braunschweig，1531年4月6日—1595年3月14日），是韋爾夫家族成員，格魯本哈根親王國的布倫瑞克-呂訥堡公爵（1567年—1595年在位）。
沃夫岡於1531年4月6日出生在黑爾茨貝格，是不倫瑞克-格魯本哈根公爵腓力一世與第二任妻子曼斯菲爾德的卡塔莉娜的第五子。1567年其兄恩斯特三世去世後繼位，統治面積狹小的格魯本哈根親王國。1566年，神聖羅馬皇帝馬克西米利安二世將格魯本哈根支系正式納入不倫瑞克-呂訥堡公國的整體封地體系，此後沃爾夫岡與其他韋爾夫分支（如卡倫貝格、呂訥堡、沃爾芬比特爾）同樣使用「不倫瑞克-呂訥堡公爵」頭銜。延續家族傳統，沃夫岡長期面臨財政危機，被迫抵押或變賣領地並徵收重稅。
民生方面，1581年授予赫爾茨貝格市民採伐燃料木材、收集肥料用樹葉的權利。他又在黑爾茨貝格設立宮廷學校提升教育水平。1593年廢除勞特貝格-沙爾茨費爾德伯爵領的封建關係，抵制施托爾貝格伯爵擴權。同年，他確認於1554年通過的《哈茨礦業法規》，並授予赫爾茨貝格市民釀酒與葡萄酒專賣權。
沃夫岡曾為妻子薩克森-勞恩堡公爵法蘭茲一世的女兒薩克森-勞恩堡的多蘿西婭（1543年–1586年）在黑爾茨貝格城堡下修建巴洛克式遊樂花園。
沃爾夫岡於1595年5月14日逝於黑爾茨貝格，安葬於奧斯特羅德聖吉爾斯教堂家族墓穴。由於他與多蘿西婭的婚姻無子嗣，其弟腓力二世繼位後，格魯本哈根支系於1596年絕嗣，領地被布倫瑞克-沃爾芬比特爾公爵海因里希·尤里烏斯繼承。

## 外部連結
- information about Wolfgang on www.welfen.de （页面存档备份，存于）